# Archinard (Les 21 Jours d'un neurasthénique)
Pour les articles homonymes, voir Archinard.
Le général Archinard est un personnage du roman d'Octave Mirbeau, Les 21 jours d'un neurasthénique (1901). Il est directement calqué sur un général ayant réellement existé, Louis Archinard, conquérant du Soudan (l’actuel Mali) et incarnation du « colonialisme triomphant ». À travers ce représentant des sanglantes conquêtes coloniales, et en recourant à l'interview imaginaire et à l'humour noir, qui choque l’esprit, Mirbeau  tente de faire comprendre à ses lecteurs, pour qu’ils réagissent, à quel monstrueux prix humain sont payées les matières premières importées d'Afrique. 
Le narrateur fictif est allé interroger le militaire couvert de lauriers, curieux de voir l’homme qui avait déclaré, entre autres insanités : « Plus on frappera coupables ou innocents, plus on se fera aimer » et « Le sabre et la matraque valent mieux que tous les traités du monde ». Son attention est alors attirée par les murs de la pièce, qui «  étaient tendus de cuir, d’un cuir particulier, de grain très fin, de matière très lisse et dont le noir, verdâtre ici, et là mordoré, [l]’impressionna et [lui] causa un inexprimable malaise ». Malaise qu’expliqua le jovial soldat :  « C’est de la peau de nègre, mon garçon. Employés de cette façon, les nègres ne seront plus de la matière inerte, et nos colonies serviront du moins à quelque chose… Je ne connais qu’un moyen de civiliser les gens, c’est de les tuer… Quel que soit le régime auquel on soumette les peuples conquis… protection, annexion, etc., etc., on en a toujours des ennuis, ces bougres-là ne voulant jamais rester tranquilles… En les massacrant en bloc, je supprime les difficultés ultérieures… Est-ce clair ? Seulement, voilà… tant de cadavres… c’est  encombrant et malsain… Ça peut donner des épidémies… Eh bien! moi, je les tanne… j’en fais du cuir… Et vous voyez par vous-même quel cuir on obtient avec les nègres. C’est superbe !… » En revanche, le brave militaire ne consomme pas la viande de nègre : « Malheureusement, le nègre n’est pas comestible ; il y en a même qui sont vénéneux… »